# Снопово (Московская область)
Снопово — деревня в Московской области России. Входит в городской округ Солнечногорск. Население — 9 чел. (2010).

## География
Деревня Снопово расположена на севере Московской области, в западной части округа, примерно в 5,5 км к югу от центра города Солнечногорска, на левом берегу реки Истры. К деревне приписано одно садоводческое товарищество.
В 3 км восточнее деревни проходит линия главного хода Октябрьской железной дороги. Ближайшие сельские населённые пункты — деревни Малые Снопы, Новинки и Скородумки, ближайшая железнодорожная станция — Берёзки-Дачные.

## Население
| 1852 | 1859 | 1890 | 1899 | 1926 | 1966 | 1998 |
| ---- | ---- | ---- | ---- | ---- | ---- | ---- |
| 316  | ↗317 | ↗342 | ↘340 | ↗341 | ↘117 | ↘10  |
| 2002 | 2010 |      |      |      |      |      |
| ↗13  | ↘9   |      |      |      |      |      |

## История
Снопово, деревня 1-го стана, Государственных Имуществ, 143 души мужского пола, 173 женского, 51 двор, 62 версты от столицы, 26 от уездного города, близ Московского шоссе.— Нистрем К. Указатель селений и жителей уездов Московской губернии, 1852 г.
В «Списке населённых мест» 1862 года — казённая деревня 1-го стана Клинского уезда Московской губернии по правую сторону Санкт-Петербурго-Московского шоссе от Клина к Москве, в 27 верстах от уездного города и 6 верстах от становой квартиры, при реке Истре, с 40 дворами и 317 жителями (153 мужчины, 164 женщины).
По данным на 1899 год — деревня Солнечногорской волости Клинского уезда с 340 душами населения.
В 1913 году — 65 дворов.
По материалам Всесоюзной переписи населения 1926 года — центр Сноповского сельсовета Солнечногорской волости Клинского уезда в 4,3 км от Пятницкого шоссе и 7,5 км от станции Подсолнечная Октябрьской железной дороги, проживал 341 житель (150 мужчин, 191 женщина), насчитывалось 68 крестьянских хозяйств.
С 1929 года — населённый пункт в составе Солнечногорского района Московского округа Московской области. Постановлением ЦИК и СНК от 23 июля 1930 года округа как административно-территориальные единицы были ликвидированы.
1929—1957, 1960—1962 гг. — деревня Спас-Слободского сельсовета Солнечногорского района.
1957—1960 гг. — деревня Спас-Слободского сельсовета Химкинского района.
1962—1963, 1965—1994 гг. — деревня Обуховского сельсовета Солнечногорского района.
1963—1965 гг. — деревня Обуховского сельсовета Солнечногорского укрупнённого сельского района.
С 1994 до 2006 гг. деревня входила в Обуховский сельский округ Солнечногорского района.
С 2005 до 2019 гг. деревня включалась в городское поселение Солнечногорск Солнечногорского муниципального района.
С 2019 года деревня входит в городской округ Солнечногорск.